# Douglas F5D Skylancer
El estadounidense Douglas F5D Skylancer fue un desarrollo del caza a reacción F4D Skyray para la Armada de los Estados Unidos. Comenzado como el F4D-2N, una versión todotiempo del Skyray, el diseño pronto fue modificado para aprovechar al máximo el empuje extra del Pratt & Whitney J57 que finalmente equipó al Skyray, en vez del Westinghouse J40 originalmente planeado.

## Diseño y desarrollo
El diseño pronto llegó a ser demasiado diferente del Skyray para ser considerado solo una variación de él, y al avión se le asignó una nueva designación, como F5D Skylancer. Casi cada parte de la estructura fue modificada, aunque la forma básica siguió siendo la misma, al igual que la forma de las alas, aunque se hizo mucho más delgada. El recubrimiento del ala fue reforzado, corrigiendo un problema detectado en el F4D. El fuselaje era 2,4 m más largo y adoptó la regla del área para reducir la resistencia transónica, siendo más estrecho en la región de las raíces alares. Todo fue conformado para reducir la resistencia e incrementar la estabilidad a alta velocidad.
Aunque se conservaron los cuatro cañones de 20 mm en las raíces alares, el armamento principal iban a ser misiles o cohetes; cuatro AIM-9 Sidewinder o dos AIM-7 Sparrow, y/o una batería de cohetes no guiados de estabilización por giro de 51 mm.
Se ordenaron nueve fuselajes de pruebas, con una orden de producción de 51 aviones. Los aviones de producción iban a estar equipados con el motor J57-P-14, más potente, mientras que había planes para usar el aún más potente General Electric J79.

## Variantes
F4D-2N
Designación inicial del proyecto, como versión todotiempo del F4D.
F5D-1
Nueva designación del modelo, 4 construidos.

## Operadores
- Armada de los Estados Unidos
- NASA

## Historia operacional
El primer vuelo fue el 21 de abril de 1956 y fue supersónico, el avión se demostró de fácil manejo y funcionó bien. Cuatro aviones tendrían que haber sido construidos, sin embargo, la Armada estadounidense canceló esta orden. La razón aducida fue que el avión era demasiado similar al ya ordenado Vought F8U Crusader, pero se piensa, por varios historiadores, que la política desempeñó un gran papel; Douglas ya estaba construyendo una gran parte de los aviones de la Armada estadounidense, y darle el contrato del F5D le habría hecho estar aún más cerca del monopolio. El piloto de pruebas del proyecto fue el Lt.Cmdr Alan B. Shepard Jr., en cuyo informe adujo que no era necesario para la Armada estadounidense.

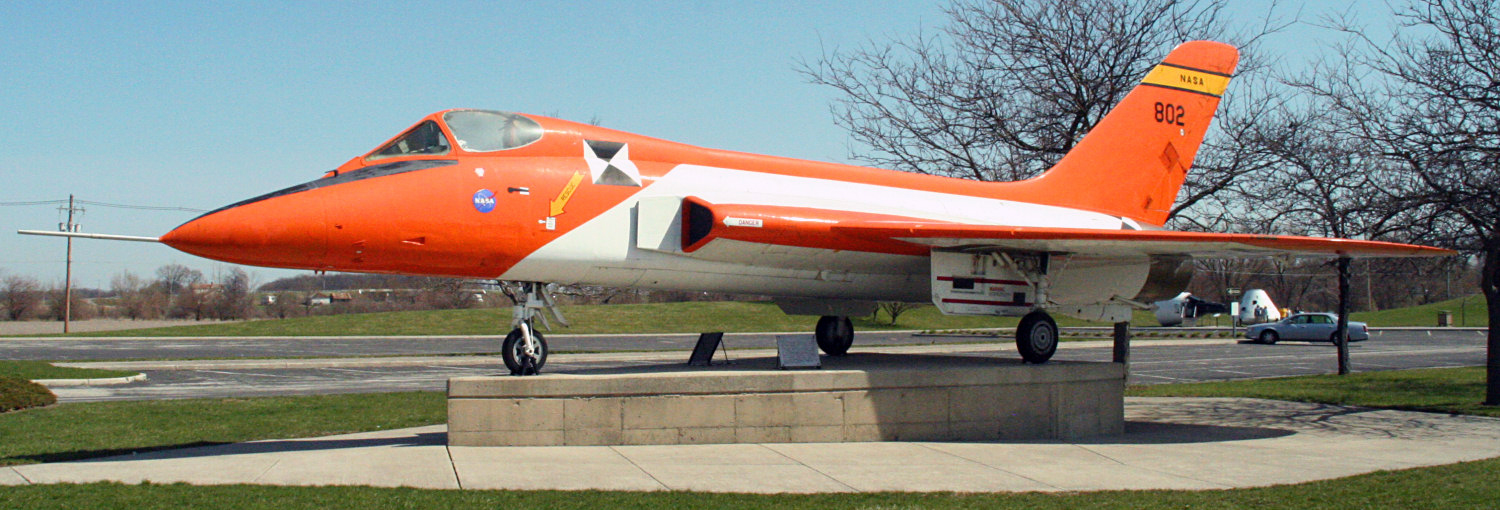
Skylancer de Neil Armstrong, en exhibición en el Armstrong Air and Space Museum.

### Uso por la NASA
Los cuatro aviones continuaron volando en varios programas militares de pruebas. Dos fueron inmovilizados en tierra en 1961, pero los otros dos continuaron volando: F5D-1 (Bu. No. 139208) NASA 212, más tarde convertido en el NASA 708; y el F5D-1 (Bu. No. 142350) NASA 213, más tarde convertido en el NASA 802. Transferidos a la NASA a principios de los años 60, uno fue usado como banco de pruebas por el programa estadounidense de transporte supersónico, equipado con un ala de planta ojival (el tipo usado finalmente en el Concorde; los datos del programa fueron compartidos con los ingenieros europeos). Este avión fue retirado en 1968. El NASA 802 fue usado para la simulación de procedimientos de abortar misión para el X-20 DynaSoar, porque tenía una forma y características de manejo parecidas. Tras la cancelación del DynaSoar, fue usado como avión de seguimiento y en otros programas hasta que fue retirado en 1970.

## Supervivientes
- BuNo 139208 (NASA 708), todavía con los colores de la NASA, fue parte de la colección privada de Merle Maine en Ontario, Oregón, hasta 2014.[2][3][4] Actualmente, el avión está en el Evergreen Aviation and Space Museum.
- BuNo 142350 (NASA 802), todavía está en el Neil Armstrong Air and Space Museum, en Wapakoneta, Ohio, desde que Neil Armstrong voló el avión durante el programa de investigación del Dyna-soar.[5]

## Especificaciones (F5D)
Referencia datos: The American Fighter

### Características generales
- Tripulación: un piloto
- Longitud: 16,40 m
- Envergadura: 10,21 m
- Altura: 4,52 m
- Superficie alar: 51,7 m²
- Peso vacío: 7912 kg
- Peso cargado: 11088 kg
- Peso máximo al despegue: 12733 kg
- Planta motriz: 1× Pratt & Whitney J57-P-8 Turborreactor.
  - Empuje normal: 10200 lbf (45 kN) de empuje.
  - Empuje con postquemador: 16000 lbf (71 kN) de empuje.

### Rendimiento
- Velocidad nunca excedida (Vne): 1590 km/h (Mach 1,48)
- Alcance: 2148 km
- Techo de vuelo: 17500 m (57500 ft)
- Régimen de ascenso: 105,3 m/s (20730 pies/min)
- Carga alar: 214 kg/m²
- Empuje/peso: 0,65

### Armamento
- Cañones:  4 cañones automáticos de 20 mm
- Cohetes: 72 cohetes de 51 mm
- Misiles: 

  - 4 × AIM-9 Sidewinder o
  - 2 × AIM-7B Sparrow

### Aviónica
- Radar X-24A

### Desarrollos relacionados
- Douglas F4D Skyray

### Aeronaves similares
- Vought F8U Crusader

### Secuencias de designación
- Secuencia F_D (Cazas de la Armada estadounidense, 1922-1962 (Douglas, 1922-1962)): FD - F3D - F4D - F5D - F6D

### Listas relacionadas
- Anexo:Aeronaves militares de los Estados Unidos (navales)